# Glasgow (Missouri)
Glasgow é uma cidade localizada no estado americano de Missouri, no Condado de Chariton e Condado de Howard.

## Demografia
Segundo o censo americano de 2000, a sua população era de 1263 habitantes.
Em 2006, foi estimada uma população de 1203, um decréscimo de 60 (-4.8%).

## Geografia
De acordo com o United States Census Bureau tem uma área de
3,7 km², dos quais 3,5 km² cobertos por terra e 0,2 km² cobertos por água. Glasgow localiza-se a aproximadamente 244 m acima do nível do mar.

## Localidades na vizinhança
O diagrama seguinte representa as localidades num raio de 20 km ao redor de Glasgow.